# Sprimont (Sainte-Ode)
Pour les articles homonymes, voir Sprimont (homonymie).
Sprimont est un village de la commune belge de Sainte-Ode située en Région wallonne dans la province de Luxembourg.
Avant la fusion des communes de 1977, Sprimont faisait partie de la commune d'Amberloup.

## Étymologie
Le nom du village viendrait du latin Asper Mons évoluant en Asperi Montis, Aspri Mons, Sprimons et Sprimont signifiant littéralement : Montagne sauvage, inculte.

## Situation
La localité est traversée par le Laval, un ruisseau affluent de l'Ourthe occidentale. Quelques étangs se trouvent dans cette vallée.
Sprimont se situe principalement le long de la route nationale 826 qui croise la route nationale 4 à l'est du village, à environ 1 km, au niveau de la Barrière Hinck. Amberloup se trouve à 1,5 km en poursuivant la N.826 vers l'ouest.

## Patrimoine
Le village n'a pas d'église mais deux petites chapelles situées le long de la route nationale 826.

## Activités
Sprimont possède une école communale à proximité du cours du Laval.
On trouve un camping et une pêcherie au lieu-dit Wachirock et des chambres d'hôtes dans le village.